# جنگل تورینگن
جنگل تورینگن (به آلمانی: Thüringer Wald) یک منطقهٔ مسکونی در آلمان است که در تورینگن واقع شده‌است. جنگل تورینگن ۹۸۳ متر بالاتر از سطح دریا واقع شده‌است.